# Liste der Biografien/Beckl
Liste der Biografien |
Portal Biografien |
Personensuche
# |
A |
B |
C |
D |
E |
F |
G |
H |
I |
J |
K |
L |
M |
N |
O |
P |
Q |
R |
S |
T |
U |
V |
W |
X |
Y |
Z |
?
 
Ba |
Be |
Bd |
Bg |
Bh |
Bi |
Bj |
Bl |
Bm |
Bn |
Bo |
Br |
Bs |
Bu |
Bw |
By |
Bz
 
Bea–Beb |
Bec |
Bed |
Bee |
Bef |
Beg |
Beh |
Bei |
Bej |
Bek |
Bel |
Bem |
Ben |
Beo |
Bep |
Beq |
Ber |
Bes |
Bet |
Beu |
Bev |
Bew |
Bex |
Bey |
Bez
 
Beca |
Becc |
Bece |
Bech |
Beci |
Beck |
Becl |
Becm |
Becn |
Beco |
Becq |
Becr |
Becs |
Bect |
Becu |
Becv |
Becz
 
Becka |
Beckb |
Becke |
Beckf |
Beckh |
Becki |
Beckj |
Beckl |
Beckm |
Beckn |
Becko |
Beckr |
Becks |
Becku |
Beckw |
Beckx |
Becky
Die Liste der Biografien führt alle Personen auf, die in der deutschsprachigen Wikipedia einen Artikel haben. Dieses ist eine Teilliste mit 13 Einträgen von Personen, deren Namen mit den Buchstaben „Beckl“ beginnt.

## Beckl

### Beckle
- Becklean, William (* 1936), US-amerikanischer Ruderer
- Beckler, Hermann (1828–1914), deutscher Arzt und Naturforscher
- Beckles, Albert (* 1930), barbadischer Bodybuilder
- Beckles, Kanika (* 1991), grenadische Sprinterin
- Beckles, Kierre (* 1990), barbadische Hürdenläuferin
- Beckley, Bill (* 1946), US-amerikanischer Konzeptkünstler und Fotograf
- Beckley, Guy (1805–1847), US-amerikanischer Methodisten-Pfarrer, Abolitionist und Herausgeber der Zeitung Signal of Liberty
- Beckley, Jake (1867–1918), US-amerikanischer Baseballspieler
- Beckley, John James (1757–1807), US-amerikanischer Bibliothekar, erster Leiter der Library of Congress
- Beckley, Joshua (* 1990), US-amerikanischer Pokerspieler
- Beckley, Thomas M. (1922–1987), amerikanischer Eisenbahnmanager
- Beckley, Tony (1929–1980), englischer Schauspieler

### Beckli
- Becklin, Eric (* 1940), US-amerikanischer Astrophysiker